# Mwera (langue)
Pour les articles homonymes, voir Mwera.
Le mwera est une langue bantoue parlée par la population mwera dans la région de Lindi en Tanzanie. Il ressemble beaucoup au yao.

## Grammaire

### Classes nominales
Comme dans les autres langues bantoues, le mwera organise ses noms par classes nominales.
| Groupe                             | Singulier | Singulier        | Pluriel | Pluriel            |
| Groupe                             | Classe    | Préfixe          | Classe  | Préfixe            |
| ---------------------------------- | --------- | ---------------- | ------- | ------------------ |
| Personnes                          | 1         | mu-, mw-, m-, ŋ- | 2       | ŵa-                |
| Noms propres, animaux              | 1a        | a-, Ø            | 2a      | aca-, aci-, acina- |
| Arbres, certaines parties du corps | 3         | mu-, mw-, m-, ŋ- | 4       | mi-                |
| Fruits, animaux, parties du corps  | 5         | li-              | 6       | ma-                |
| Très hétérogène                    | 7         | ci-              | 8       | i-                 |
| Animaux, objets                    | 9         | n-               | 10      | n-                 |
| Divers objets, noms de rivières    | 11        | lu-              | 11      | n-, ŋ-             |
| Diminutifs                         | 13        | ka-              | 12      | tu-                |
| Abstraction                        | 14        | u-               |         |                    |
| Infinitif                          | 15        | ku-              |         |                    |
| Localisations                      | 16        | pa-              |         |                    |
| Localisations                      | 17        | ku-              |         |                    |
| Localisations                      | 18        | mu-              |         |                    |